# Юхтін Геннадій Гаврилович
Геннадій Гаврилович Юхтін (30 березня 1932, с. Чубівка, Кінельський район, Куйбишевська область, РРФСР, СРСР — 18 лютого 2022, Москва, Росія) — радянський і російський актор театру і кіно. Заслужений артист РРФСР (1976). Народний артист Російської Федерації (1994). Кавалер Ордена «За заслуги перед Вітчизною» IV ступеня (2008).

## З життєпису
Рано осиротів, виховувався у дитячому будинку.
Закінчив Всесоюзний державний інститут кінематографії (1955, майстерня Бориса Бібікова і Ольги Пижової).
З 1955 року — актор Театру-студії кіноактора.
Дебютував у кіно в 1955 році в картині «Справа Румянцева». Зіграв понад 165 ролей у фільмах і серіалах (переважно простих людей — робітників, інженерів, солдатів, матросів, пілотів тощо). Знявся у кількох кінострічках українських кіностудій.
Помер у Москві 18 лютого 2022 року від ускладнень, спричинених коронавірусною інфекцією.

## Фільмографія
Грав у картинах:
- «Чужа рідня» (1955, Вася гармоніст)
- «Справа Румянцева» (1955, Євдокимов)
- «Мальва» (1956, Серьожка; Київська кіностудія)
- «Таємниця вічної ночі» (1956, епізод)
- «Весна на Зарічній вулиці» (1956, Микола Крушенков; Одеська кіностудія)
- «Розповіді про Леніна» (1957, Федір Мухін, солдат)
- «Телеграма» (1957, к/м; Тимофєєв, скульптор)
- «Юність наших батьків» (1958, партизан Метелиця)
- «Гори, моя зоре» (1958, Довгий; Київська кіностудія)
- «Шляхами війни» (1958, кухар)
- «По той бік» (1958, комендант залізничної станції)
- «Йшли солдати...» (1958, чоловік у в'язниці)
- «Балада про солдата» (1959, солдат Сергій Павлов)
- «П'ять днів, п'ять ночей» (1960, солдат Строков)
- «Воскресіння» (1960, Набатов, політв'язень (немає в титрах)
- «Повість полум'яних літ» (1960, Стьопа; реж. Ю. Солнцева, за сценар. О. Довженка)
- «Народжені жити» (1960, Гриша)
- «Дванадцять супутників» (1961, Ромашкін)
- «Червоні вітрила» (1961, вугляр)
- «Третій тайм» (1962, воротар Дугін)
- «Монета» (1962, шофер (епізодична роль)
- «Звільнення на берег» (1962, Василь Іванович, колишній моряк)
- «Останній хліб» (1963, Лопаткін)
- «Людина, яка сумнівається» (1963, Никифоров)
- «Це сталося в міліції» (1963, Геннадій Бубенцов, наречений на весіллі)
- «Юнга зі шхуни „Колумб“» (1963, Нікіфоров; Київська кіностудія)
- «Три доби після безсмертя» (1963, Сеня Колишкін; Кіностудія ім. О. Довженка)
- «Фро» (1964, Федір Сурков, чоловік Фросі)
- «Наш чесний хліб» (1964, Федір; реж. К. Муратова, О. Муратов, Одеська кіностудія)
- «До побачення, хлопчики!» (1964, матрос з «Посейдона»)
- «Жайворонок» (1964, танкіст Петро)
- «Хокеїсти» (1964, Петро Кудрич)
- «Російський ліс» (1964, Опанас, брат Агафії)
- «Комеск» (1964, к/м, Максим, пілот; Одеська кіностудія)
- «Зачарована Десна» (1964, епізод; Кіностудія ім. О. Довженка)
- «Загибель ескадри» (1965, Фрегат; Кіностудія ім. О. Довженка)
- «Акваланги на дні» (1965, Сухоруков І. К., іноземний диверсант; Кіностудія ім. О. Довженка)
- «Ленін в Польщі» (1965, Ф. Самойлов, російський революціонер)
- «Та, що входить у море» (1965, к/м, чоловік на морі; Кіностудія ім. О. Довженка)
- «Хочу вірити» (1965, Кирило; Кіностудія ім. О. Довженка)
- «Невловимі месники» (1966, Ігнат)
- «Тунель» (1966, капітан Дронов)
- «А тепер суди...» (1966, Макар; Кіностудія ім. О. Довженка)
- «Туманність Андромеди» (1967, член екіпажу зорельоту; Кіностудія ім. О. Довженка)
- «Анютина дорога» (1967, батько Анюти)
- «Микола Бауман» (1967, Кудряшов)
- «Шлях до „Сатурна“» (1967, Іван Суконцев)
- «Кінець „Сатурна“» (1968, Іван Суконцев)
- «Брати Карамазови» (1968)
- «Гроза над Білою» (1968, Абалов)
- «Любов Серафима Фролова» (1968, чоловік Анфіси)
- «Далеко на заході» (1968, капітан-артилерист Сергєєв)
- «Помилка резидента» (1968, дільничний лейтенант Єгоров)
- «Мертвий сезон» (1968, Муравйов)
- «Поштовий роман» (1969, Дибченко; Кіностудія ім. О. Довженка)
- «На шляху до Леніна» (1969, льотчик)
- «Морський характер» (1970, епізод)
- «Посланці вічності» (1970, Долматов, матрос)
- «Про друзів-товаришів» (1970, Віктор Пшонников, «Пшоно», анархіст, керівник бойового крила змовників)
- «Потяг у завтрашній день» (1970, Яковлєв)
- «Повернення скрипки» (1970, Захарченко)
- «Кремлівські куранти» (1970, робочий)
- «Море у вогні» (1970, епізод)
- «Слухайте, на тій стороні» (1971, водій Глушков)
- «У нас на заводі» (1971)
- «Полонез Огінського» (1971, Максим, партизан-підривник)
- «Петерс» (1972, Попов)
- «Інженер Прончатов» (1972, Жора Чаусов)
- «За все у відповіді» (1972, Копилов))
- «Два дні тривоги» (1973, Ілля Борисович)
- «Ця весела планета» (1973, «Буратіно», фізик, кандидат наук)
- «Соколово» (1974, поранений старший лейтенант)
- «Земляки» (1974, Дев'ятов)
- «Океан» (1974, Василь Іванович Туман, старпом, капітан 3-го рангу)
- «Єдина дорога» / «Okovani šoferi» (1974, Цолерн, солдат-конвоїр)
- «Високе звання» (1974, Іван Гаврилович Андрюхін)
- «Приймаю на себе» (1975, Єгор Дугін)
- «В очікуванні дива» (1975, батько Сашка)
- «Пошехонська старина» (1975, Федот Сергійович, староста)
- «Повторне весілля» (1975, секретар міськкому партії)
- «Здобудеш у бою» (1975, Анатолій Федорович Харитонов, представник заводу)
- «Жити по-своєму» (1976, Орлов, працівник заводу)
- «Вогняне дитинство» (1976, Ілля, батько Гриші, залізничник)
- «Звичайна Арктика» (1976, начальник з московського управління)
- «Зустрічі на Медео» (1976, тренер)
- «Іван і Коломбіна» (1977, Сударін)
- «Пил під сонцем» (1977, Корній Семенович Потапов, чекіст Симбірського ВЧКа)
- «Сибіріада» (1978, Прокопій)
- «А щастя поруч» (1978, Захар продавець автокрамниці, інвалід війни)
- «Приватна особа» (1980, Алексєєв)
- «Особливо важливе завдання» (1980, Анатолій Миколайович Петров, начальник цеху, головний інженер)
- «Факти минулого дня» (1981, Беспятов)
- «Чорний трикутник» (1981, Анатолій Федорович Глазуков)
- «Острів скарбів» (1982, Ізраель Хендс)
- «Людина, яка закрила місто» (1982, майор, батько Куркіної)
- «Семен Дежньов» (1983, Коткін)
- «Перемога» (1984, Артем Сергійович)
- «Жив відважний капітан» (1985, майор на пошті)
- «Таємниця золотої гори» (1985, Корній Петрович Скорятин)
- «Михайло Ломоносов» (1986, майор)
- «Прем'єра у Сосновці» (1986, Василь Іванович, агроном)
- «Замах на ГОЕЛРО» (1986, Афанасій Матвійович Мокін, комірник електростанції)
- «Імпровізація на тему біографії» (1987, майстер)
- «Провінційна історія» (1988, лісник; студія «Укртелефільм»)
- «Коні в океані» (1989, Василь Степанович Павлов, начальник в'язниці)
- «Молода людина з хорошої сім'ї» (1989, Митрофанов, старший бригадир)
- «Війна на західному напрямку» (1990, допитувач генерала Павлова; Кіностудія ім. О. Довженка)
- «Чорнобиль: Останнє попередження» (1991, людина в штатському)
- «Справа Сухово-Кобиліна» (1991, слуга Кречинського, Федір)
- «Рай в тіні шабель» (1992, полковник Генштабу)
- «Петербурзькі таємниці» (1994—1998, т/с, Степан, слуга князів Чечевінських)
- «Любов.ru» (2000, т/с, батько Даніли)
- «Господар „Імперії“» (2001, ветеран)
- «Таємниці палацових переворотів. Росія, століття XVIII-ий» (2001—2003, т/с, Гавриїл Головкін)
- «Леді на день» (2002, граф Кудряшов-Зарасайський)
- «Вовочка» (2002, Нікодимич, електромонтер)
- «Очі Ольги Корж» (2002, старий)
- «Апокриф: музика для Петра і Павла» (2004, митрополит)
- «Щасливі разом» (2006, т/с, камео)
- «Ісаєв» (2009, т/с, єгер Тимоха)
- «Каменська-6» («Пружина для мишоловки») (2011, т/с, Царьков)
- «Інспектор Купер» (2012, т/с, Синельников)
- «Дві зими і три літа» (2013, т/с, Софрон Мудрий)
- «Особливості національної маршрутки» (2013, дід)
- «Як розвести мільйонера» (2014, т/ф, дід)
- «Молодіжка» (2015, т/с, Тимофій Іванович, ветеран війни)
- «Блокада» (2016, к/м; Лев Іванович)
- «Хор» (2021, т/с) та ін.